# Suletice
Suletice je malá vesnice, část obce Homole u Panny v okrese Ústí nad Labem. Nachází se asi 1,5 km na severozápad od Homole u Panny. V roce 2009 zde bylo evidováno 35 adres. V roce 2001 zde trvale žilo 17 obyvatel.
Suletice je také název katastrálního území o rozloze 3,62 km2. V katastrálním území Suletice leží i Byňov.

## Historie
Nejstarší písemná zmínka pochází z roku 1397.

## Obyvatelstvo
|                                                               | 1869 | 1880 | 1890 | 1900 | 1910 | 1921 | 1930 | 1950 | 1961 | 1970 | 1980 | 1991 | 2001 | 2011 |
| ------------------------------------------------------------- | ---- | ---- | ---- | ---- | ---- | ---- | ---- | ---- | ---- | ---- | ---- | ---- | ---- | ---- |
| Obyvatelé                                                     | 191  | 165  | 154  | 162  | 159  | 140  | 142  | 75   | 67   | 38   | 12   | 13   | 17   | 36   |
| Domy                                                          | 29   | 28   | 27   | 29   | 29   | 29   | 29   | 18   | 18   | 8    | 4    | 5    | 7    | 12   |
| Počet domů z roku 1961 zahrnuje také domy místní části Byňov. |      |      |      |      |      |      |      |      |      |      |      |      |      |      |